# Guêtres de roues

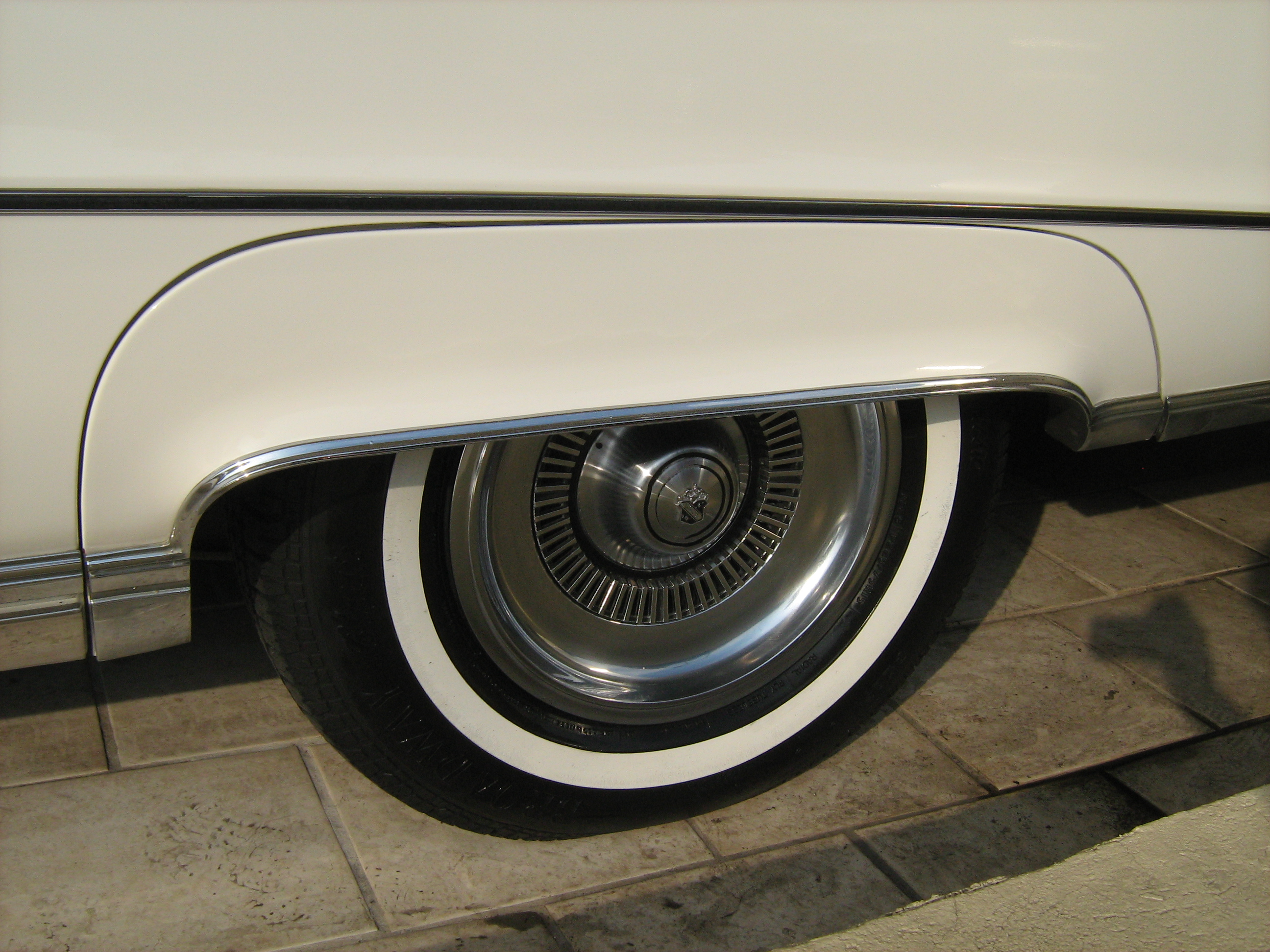
Roue arrière partiellement couverte par une guêtre amovible sur la Buick Electra 225 de 1969.

Les guêtres de roues ou jupes d'ailes sont des pièces de carrosserie sur les ailes qui couvrent la partie supérieure de la roue d'une automobile. Elles vont toujours par paire, d'où le pluriel. Quelques rares voitures ont eu des guêtres aux quatre roues.

## Fonctions

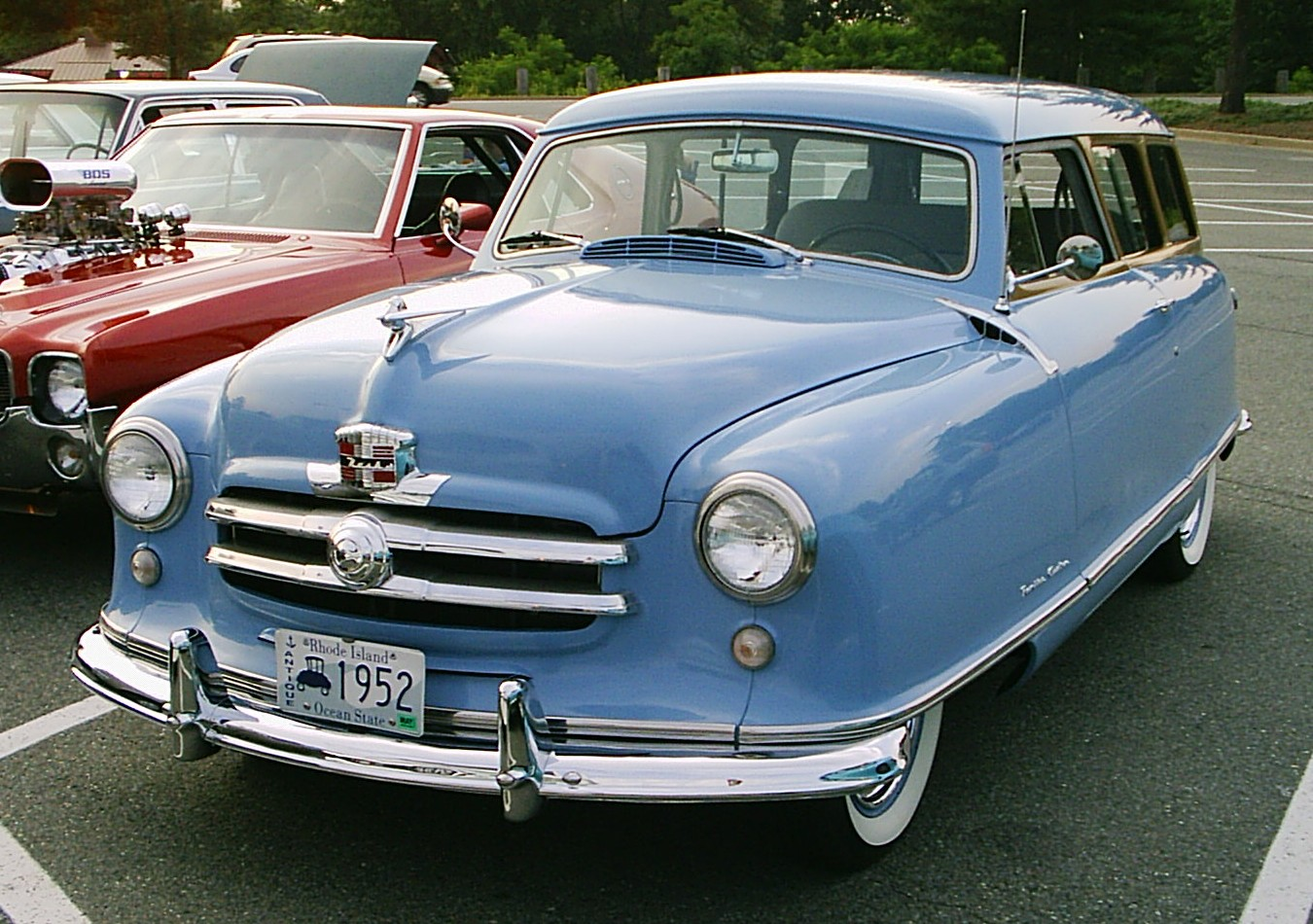
Guêtres de roue non-amovibles de la Nash Rambler, avant et arrière, 1952.

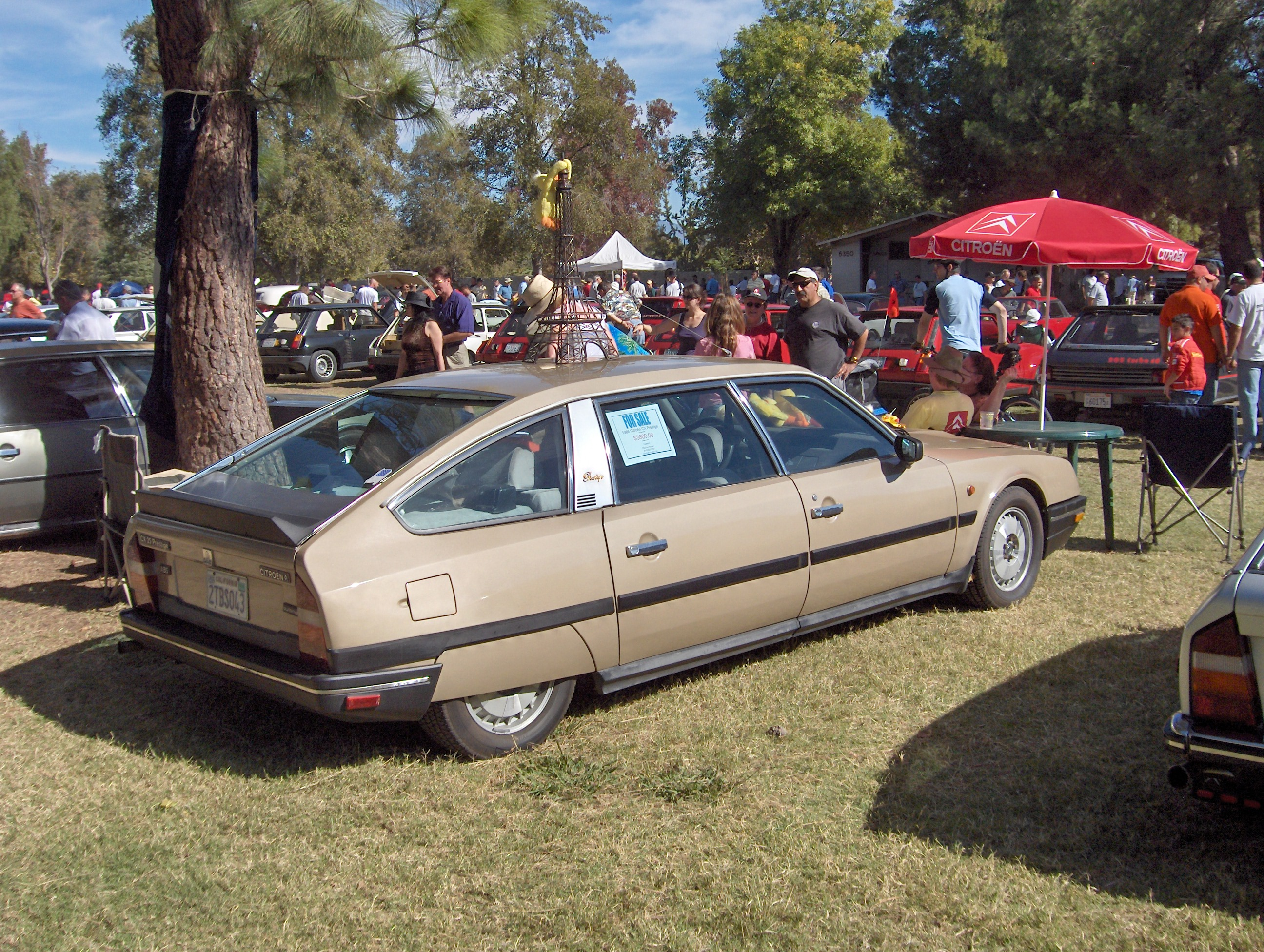
Citroën CX de 1986.

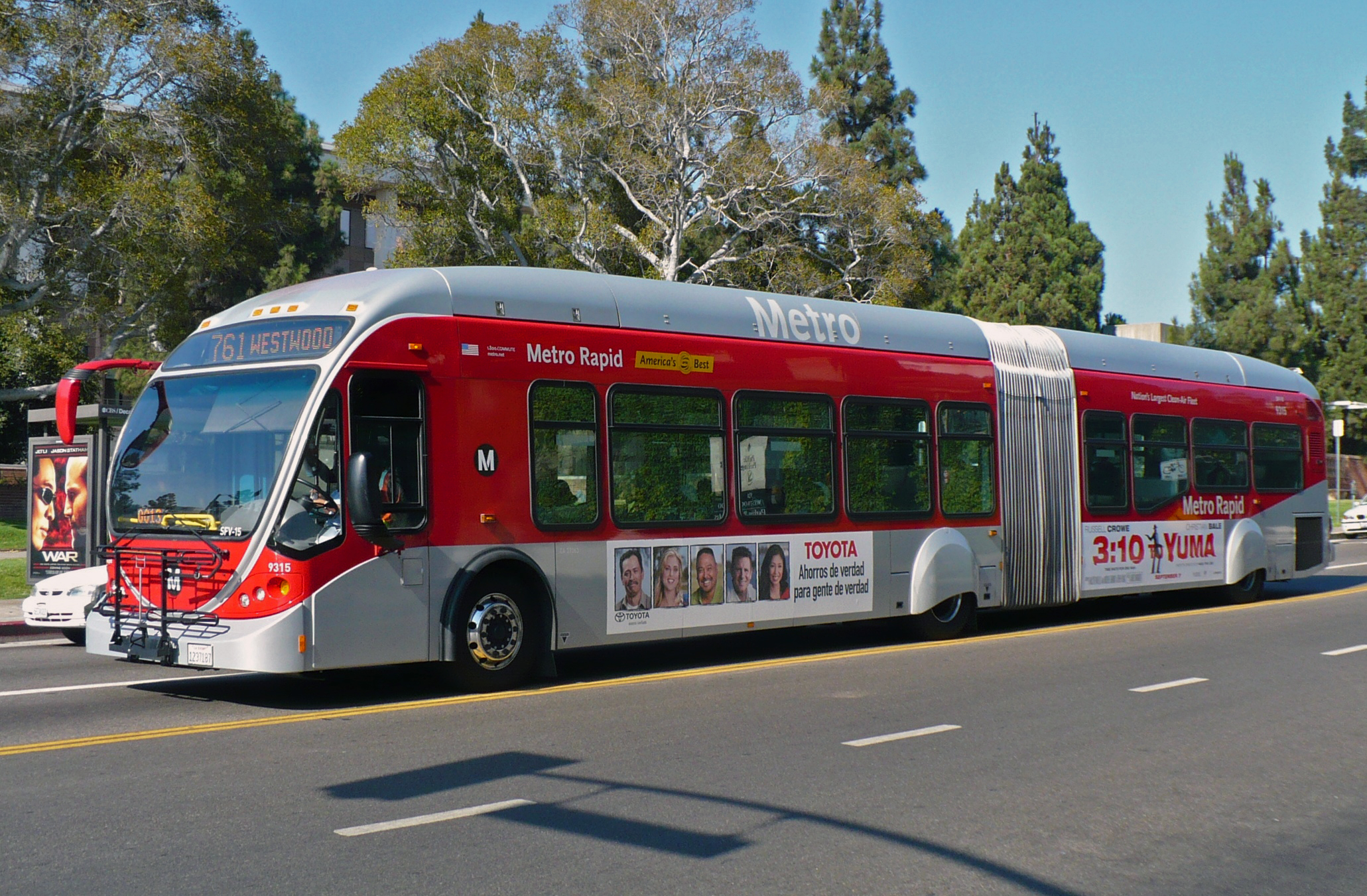
Bus de Los Angeles.

Les guêtres de roues sont adoptées pour des raisons à la fois esthétiques et aérodynamiques. Plutôt que de laisser entrer l'air qui sera pris au piège dans le logement de la roue arrière, il s'écoule en douceur sur la carrosserie. Elles sont généralement amovible pour permettre les changements de roues et l'installation de chaînes à neige. Les constructeurs automobiles ont également essayé des jupes d'aile sur la roue avant, comme sur la Nash Rambler de  1950-1954, mais avec un succès limité par le fait que les roues avant doivent pivoter pour la direction, sortant légèrement  du côté du véhicule. Dans les catalogues d'accessoires GM, les jupes d'ailes sont connus comme boucliers d'aile.

## Histoire
D'abord décrites comme « pantalons », elles ont été utilisées pour l'effet de rationalisation par Frank Lockhart sur une voiture de tentative de record terrestre Stutz en 1928. la production de guêtres de roues d'usine a commencé en 1932 sur les Graham-Paige. Des dessins esthétiquement simplifiés ont été portés sur des modèles de production de masse. Les innovations introduites par Amos Northup, tels que les radiateurs en V, les jupes d'ailes et l'arrière en forme de queue de castor inclinée, deviennent communes après 1933. Cependant, dès les années 1970, jupes d'ailes ont commencé à disparaître du marché de l'automobile de masse. Les jupes d'ailes sont encore restées un certain temps sur quelques voitures, en particulier les grandes voitures américaines de luxe.

## Évolution

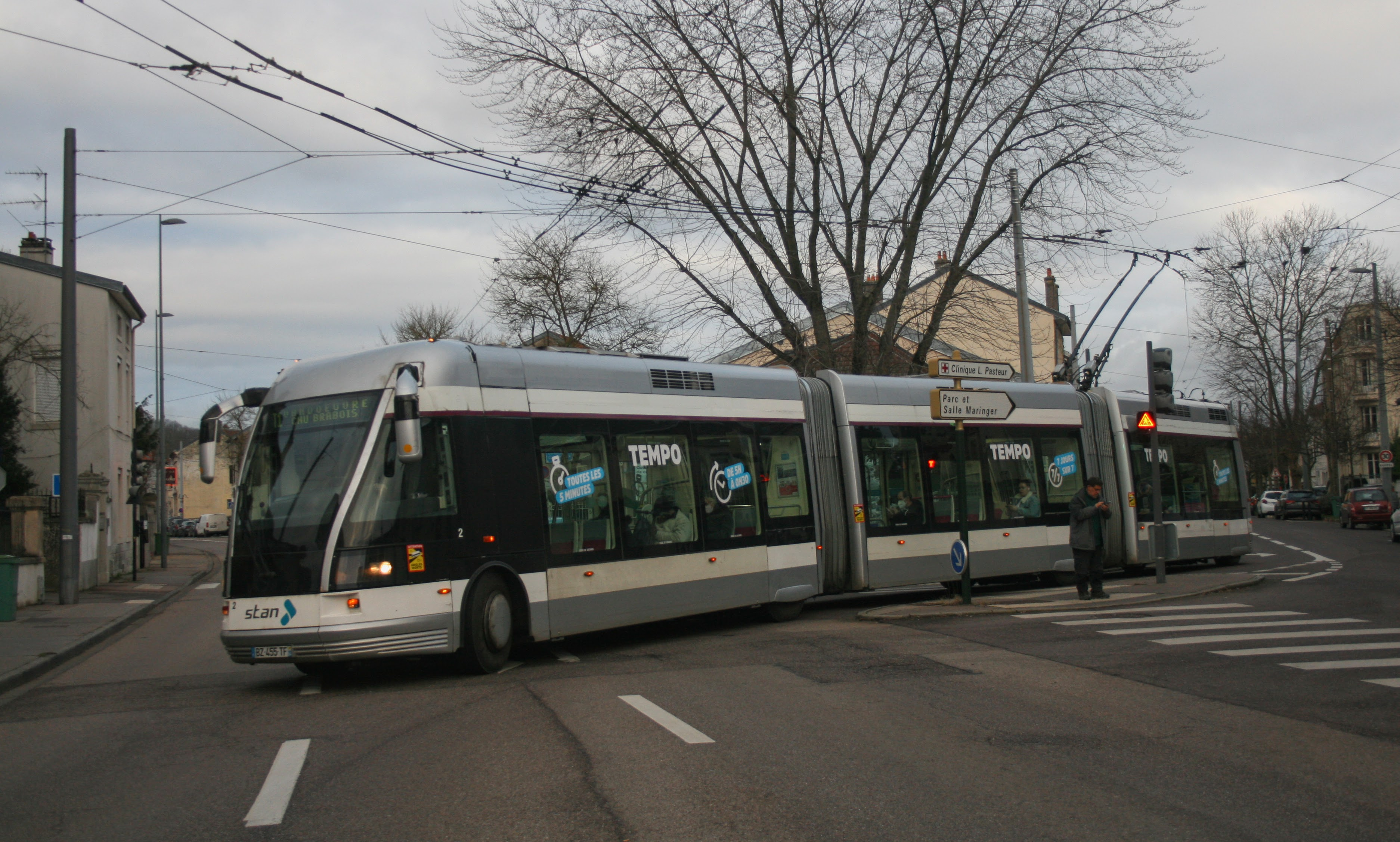
Rame de tramway sur pneu débrayable, possédant des jupes articulées sur les trois derniers essieux, pouvant se relever pour laisser les roues sortir du gabarit lors des virages et servant à donner un « look tramway » à un véhicule routier partiellement guidé.

Les jupes d'ailes étaient souvent jumelées avec des pneus à flanc blanc. La mesure de la jupe a aussi varié, avant les années 1950 elle couvrait presque toute la roue sauf le bas, alors que, dans les années 1960 les jupes d'ailes couvrent seulement le haut du pneu, et ont été largement absentes sur les voitures autres que les modèles de haut de gamme. Par exemple, jusqu'en 1976, la Chevrolet Caprice, l'Oldsmobile 98, la Buick Electra, la Pontiac Bonneville et les Cadillac Fleetwood, DeVille et Calais portent des jupes ailes. La Cadillac Eldorado portait des jupes d'ailes de 1971 à 1974. À partir de 1977, seule la Pontiac Bonneville a maintenu l'usage de jupes d'ailes sur les voitures de taille réduite de General Motors. En 1980, l'Oldsmobile a retrouvé les jupes d'ailes sur le modèle 98. En 1985, les jupes d'ailes disparaissent de toutes les voitures General Motors. En 1989, les jupes d'ailes reviennent sur les modèles Cadillac Fleetwood à traction avant jusqu'en 1993. En 1993, Cadillac conserve les jupes d'ailes dans la conception restylisée de la Fleetwood à traction arrière, cette conception devant durer jusqu'en 1996. La General Motors EV1 avait des jupes d'ailes par la suite.
En conception automobile européenne, Citroën notamment utilisa des jupes d'ailes sur presque tous les modèles produits entre 1950 et 1990, les plus en évidence étant les DS, 2 CV, Ami, GS, SM, BX et CX.
Dans les années 2000, le dernier modèle de grande production avec des jupes d'ailes était la Honda Insight de 1999-2006, même si elles sont disponibles pour certaines nouvelles voitures comme accessoires (la Chrysler PT Cruiser, la Volkswagen Beetle et la Volkswagen Karmann Ghia sont quelques exemples).
Dans certaines villes, comme Los Angeles, les bus municipaux ont des jupes de roues pour des raisons de sécurité, car elles peuvent empêcher des éléments de la route de glisser sous les pneus.
En 2013, la production limitée de la Volkswagen XL1 réintroduit des jupes d'ailes sur les voitures modernes.